# Georg Könitzer

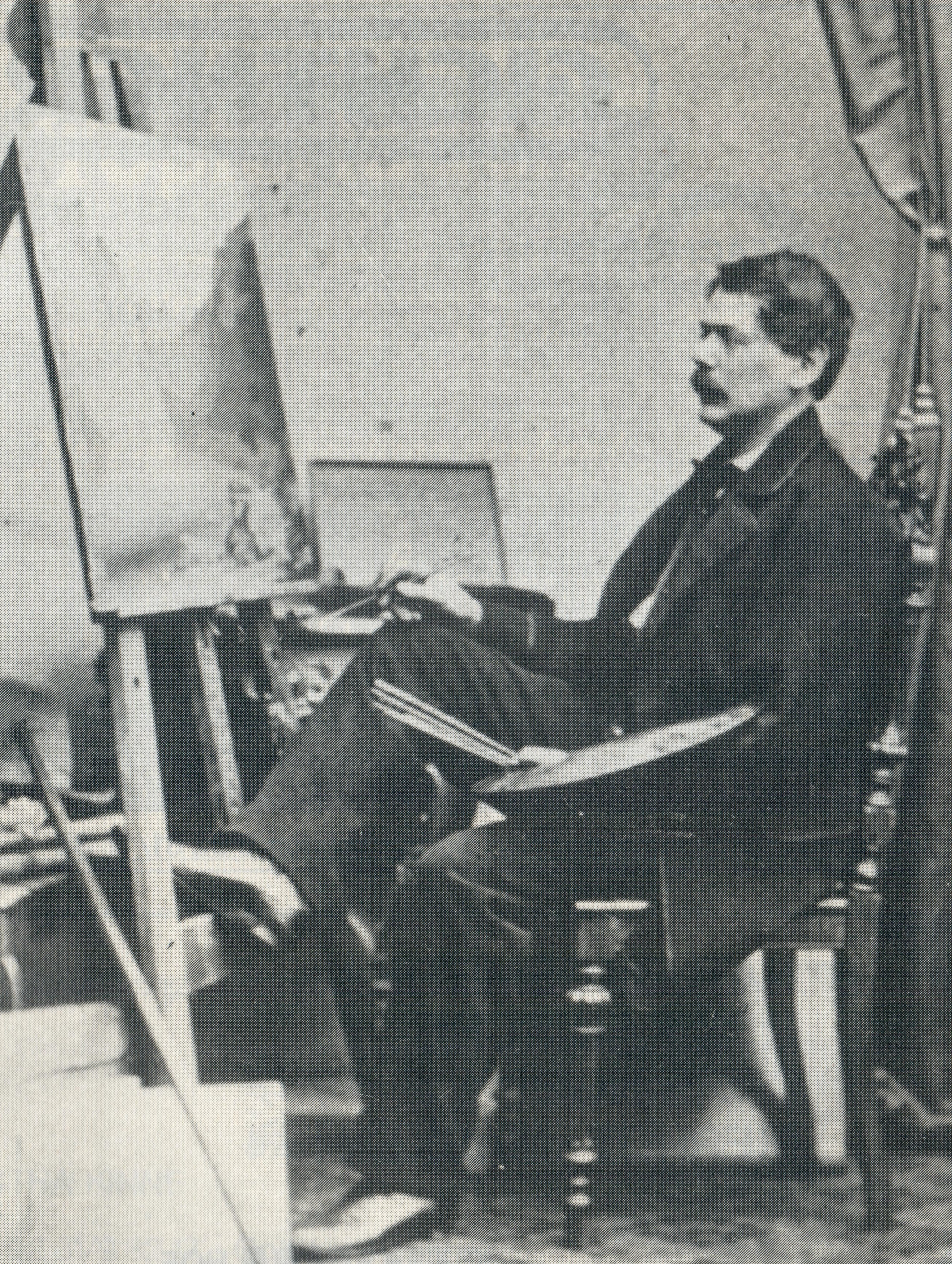
Portraitfoto

Georg Könitzer (* 24. November 1818 in Hof; † 31. Dezember 1885 in Hof) war ein deutscher Maler. Zu seinen Arbeiten zählen daneben noch Zeichnungen und Fotografien.

## Lebensdaten

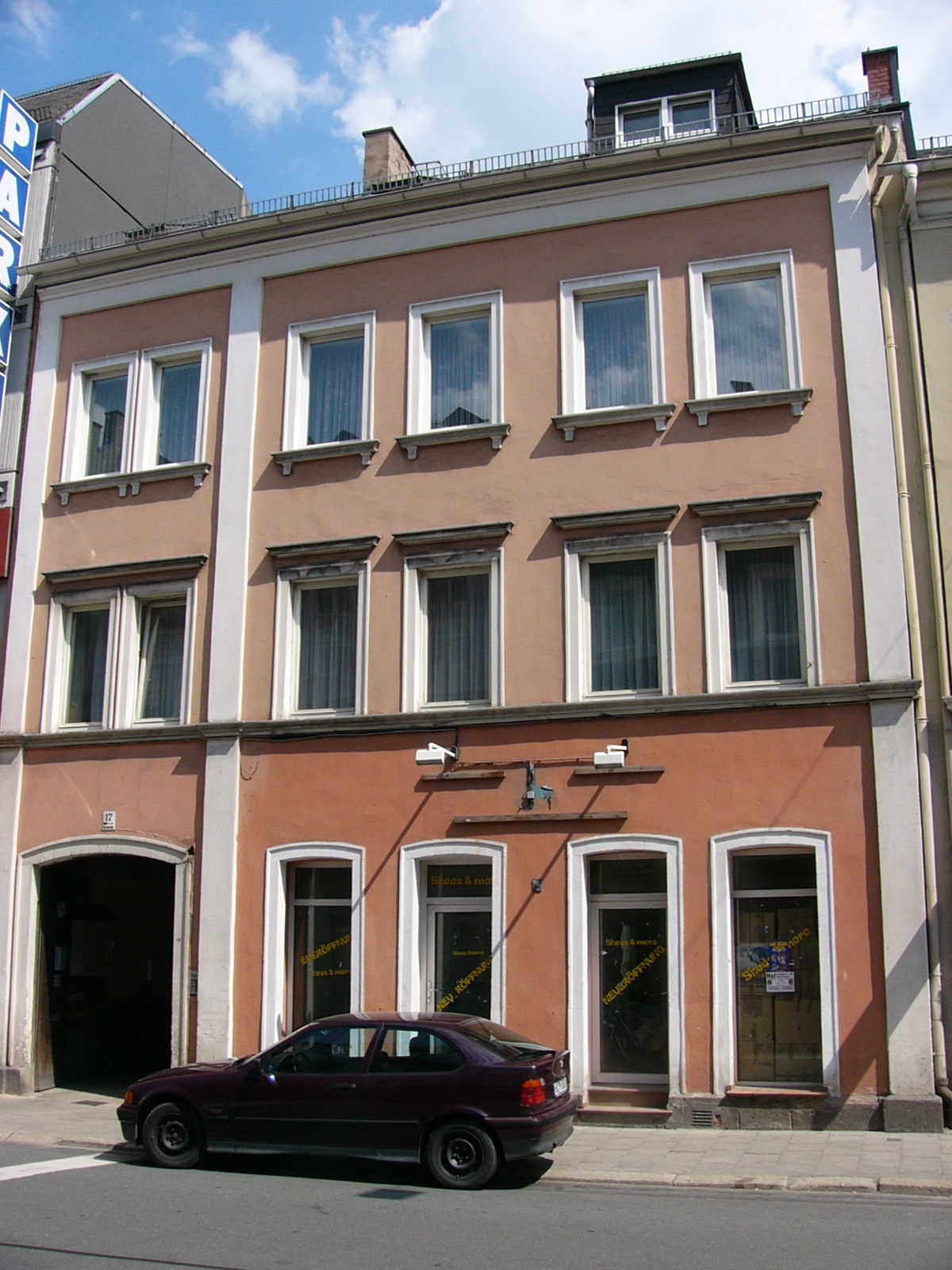
Wohnhaus in der Marienstraße

Könitzer wurde als Sohn eines Büttnermeisters geboren und von seinen Eltern protestantisch erzogen. Abgesehen von seiner Studienzeit und einigen wenigen Studienreisen lebte er in der Stadt Hof. Sein Wohnhaus Marienstraße 17 existiert noch. Könitzer besuchte von 1844 bis 1847 die Akademie der Bildenden Künste in München und arbeitete von 1850 bis zu seinem Tode als Maler, Fotograf und Zeichner. Ab 1859 war er Zeichenlehrer am Gymnasium und an der Lateinschule in Hof. Aus seiner Ehe mit Antoinette Schobert gingen keine Kinder hervor.

## Regionaler Kontext

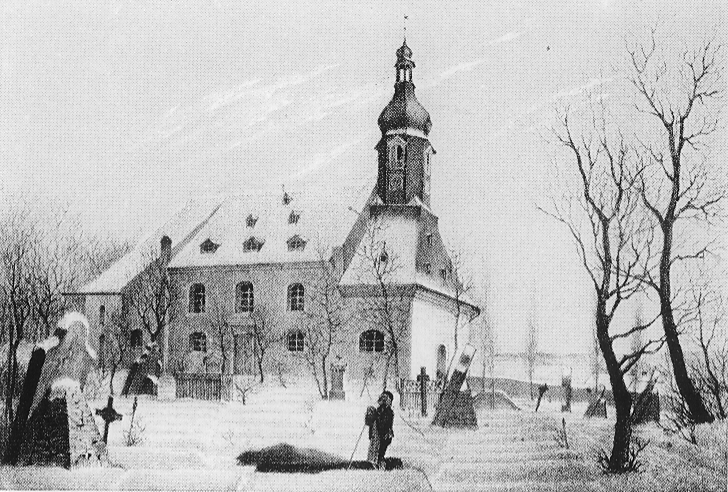
Lithografie von St. Lorenz mit altem Friedhof

Die Stadt Hof und ihre nächste Umgebung waren die zentralen Motive seines Schaffens. Seine Werke sind Zeitzeugnisse der Stadtentwicklung, einschließlich der einsetzenden Industrialisierung. Sie sind außerdem eine Quelle für den Zustand historischer Gebäude und deren Nutzung im 19. Jahrhundert. Prägend auf ihn wirkte der große Stadtbrand von 1823, dessen wirtschaftliche und soziale Folgen erst nach einem Jahrzehnt als bewältigt angesehen wurden. Der einsetzende Druck internationaler Konkurrenz machte den heimischen Webereien schwer zu schaffen, was für Bevölkerung eine Zunahme der Armut und sozialer Spannungen bedeutete. Mit dem Ausbau der Eisenbahn setzte eine wirtschaftliche Besserung für die Region ein und die Bevölkerung von Hof verdreifachte sich durch Zuwanderung von Arbeitskräften.

## Werk
Zu den erhalten gebliebenen Werken, die ihm zugeordnet werden konnten, zählen Ölbilder, sogenannte Sammelbilder, Zeichnungen, Einzellithografien und vereinzelte Fotografien. Die Sammelbilder zeigen überwiegend oberfränkische Städte und Landschaften mit einem zentralen Motiv, um das kleinere Bilder mit ergänzenden Ansichten gruppiert sind. Die Sammelbilder stellen neben Städten wie Hof, Bamberg, Kulmbach, Bayreuth, Rothenburg ob der Tauber, Greiz und Plauen auch Sehenswürdigkeiten wie die Schiefe Ebene, das Fichtelgebirge, den Großen Waldstein oder die Luisenburg dar. Unter den Einzellithografien befinden sich neben Abbildungen des Hofer Rathauses St. Lorenz, das Hofer Kloster, der Wartturm und das Schloss Hofeck. Er wurde damit geehrt, dass die Georg-Könitzer-Straße in Hof seinen Namen trägt.
Im Zuge der Wende gelang es Winfried Schmidt mit seiner zweiten Arbeit einen annähernd vollständigen Überblick über das Werk Könitzers zu bieten. Durch das einsetzende Interesse an grenzübergreifender Geschichte wurde die Arbeit Die malerischen Ufer der Elster, von der Quelle bis zum Ausgang, ein Titel in Anlehnung an ein ähnlich lautendes Werk über die Saale, wiederentdeckt und nachgedruckt. Über den Hofer Raum hinausgehend sind Zeichnungen des Vogtlandes enthalten, darunter auch die heute in Tschechien (damals in Österreich-Ungarn) gelegene Quelle der Weißen Elster oder von Neuberg, heute Podhradí u Aše. Weitere Einzelbilder des Künstlers befassen sich neben anderen Motiven mehrfach mit der Eremitage.